# Compagnie Internationale des Wagons-Lits

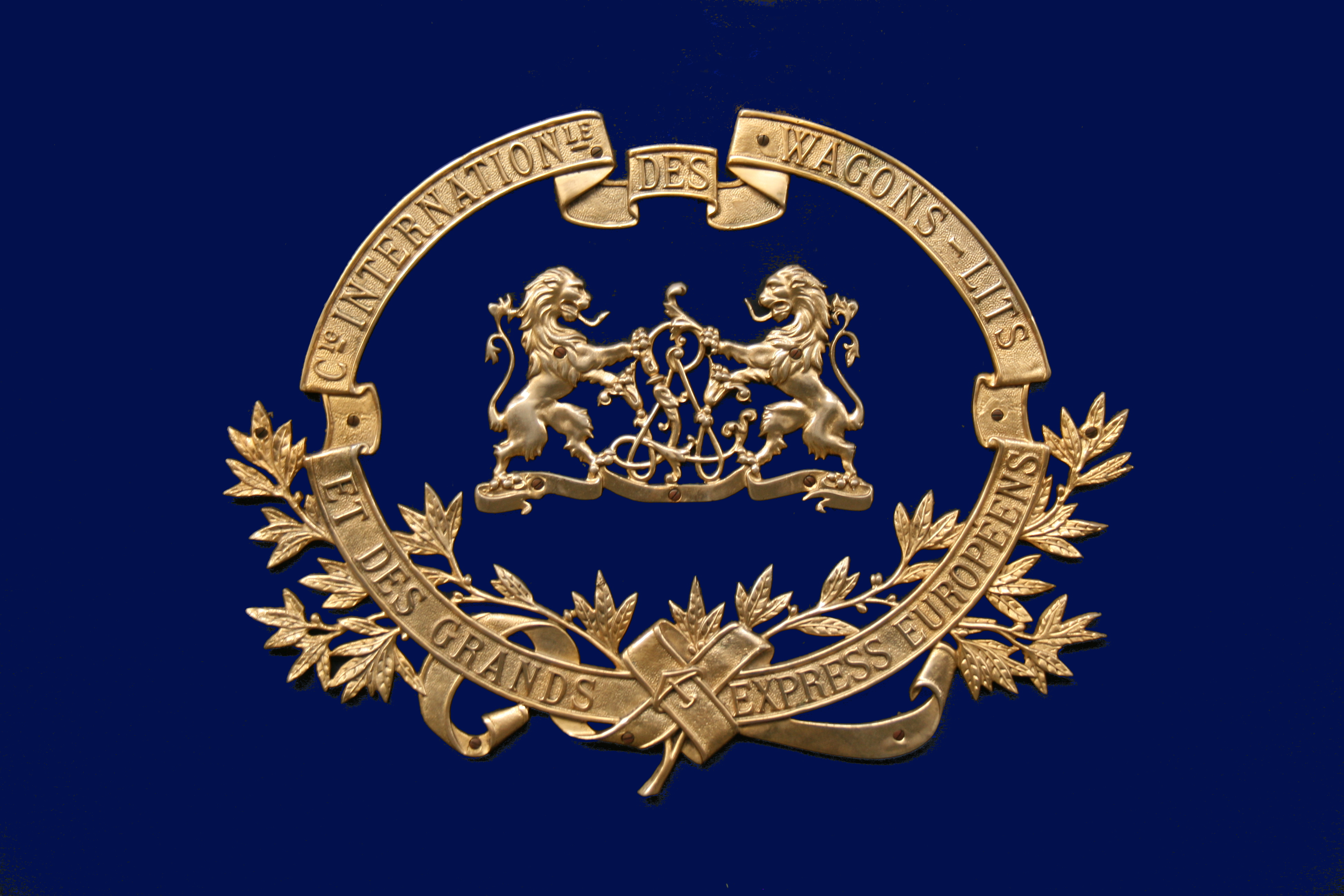
Logo společnosti Compagnie Internationale des Wagons-Lits

Compagnie Internationale des Wagons-Lits (CIWL, Compagnie des Wagons-Lits, Wagons-Lits) je mezinárodní hotelová a cestovní logistická společnost, obzvláště známá pro služby jídelních a lůžkových vozů, jakož i historický operátor Orient expresu.
Orient express byl přehlídkou luxusu a pohodlí v době, kdy cestování bylo stále drsné a nebezpečné. CIWL brzy rozvinula hustou síť luxusních vlaků po celé Evropě, jejichž jména se stále ještě pamatují a souvisejí s luxusním cestováním. Příklady takového luxusního cestování zahrnují Blue Train, Golden Arrow, North Express a mnoho dalších. CIWL se stala první a nejdůležitější moderní nadnárodní společností zabývající se dopravou, cestovní kanceláří, pohostinstvím s aktivitami šířícími se z Evropy do Asie a Afriky.
Nyní je součástí francouzské skupiny Newrest, Compagnie Internationale des Wagons-Lits (a des grands express européens). Společnost CIWL se rychle stala předním poskytovatelem a provozovatelem evropských železničních a spacích vozů koncem 19. a v průběhu 20. století.
Holdingová společnost CIWLT je dceřinou společností skupiny Accor, jejíž historická značka byla v roce 1996 převedena na „Wagons-Lits Diffusion“.

## Historie

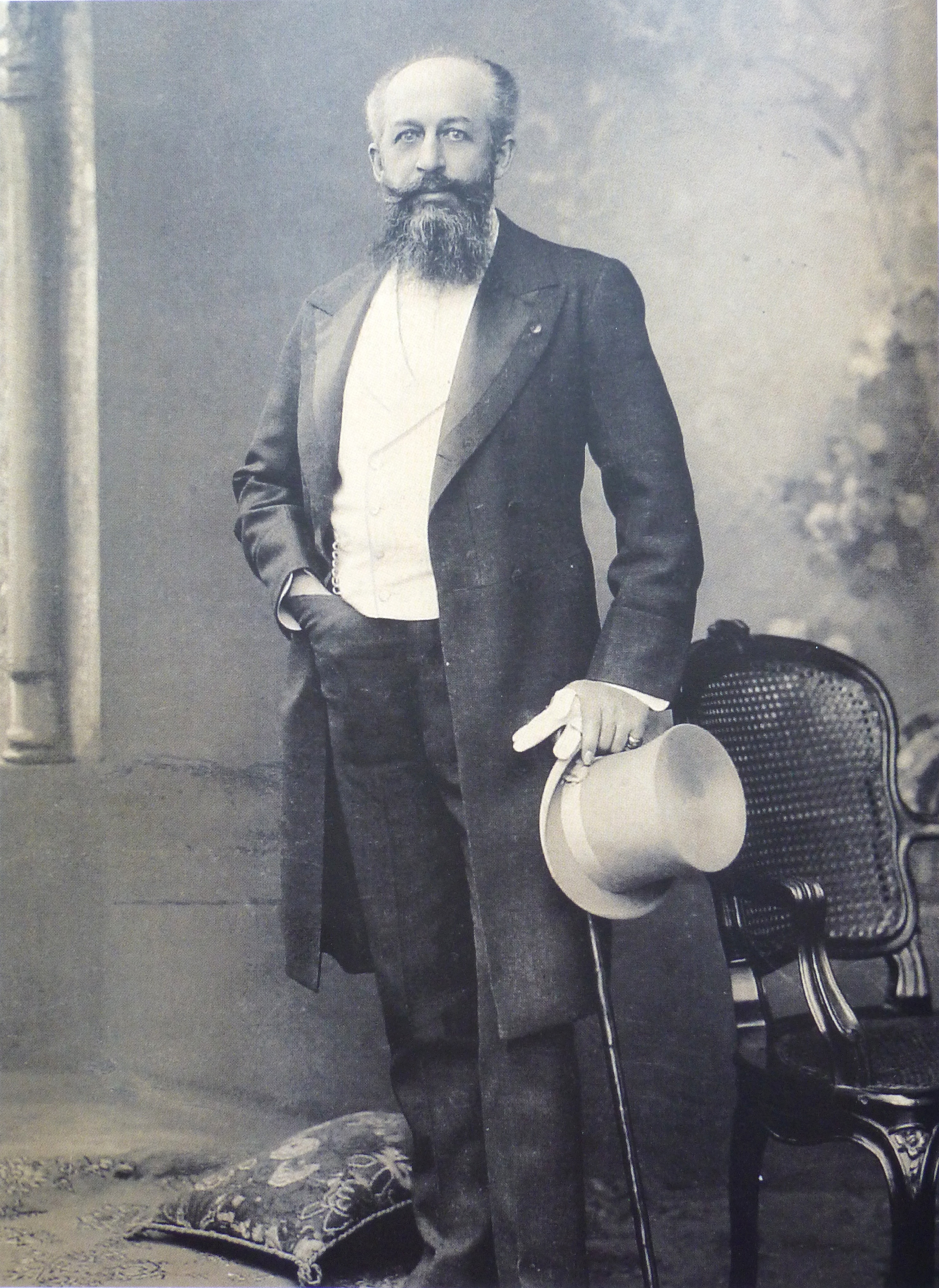
Georges Nagelmackers, zakladatel CIWL

### Monopol

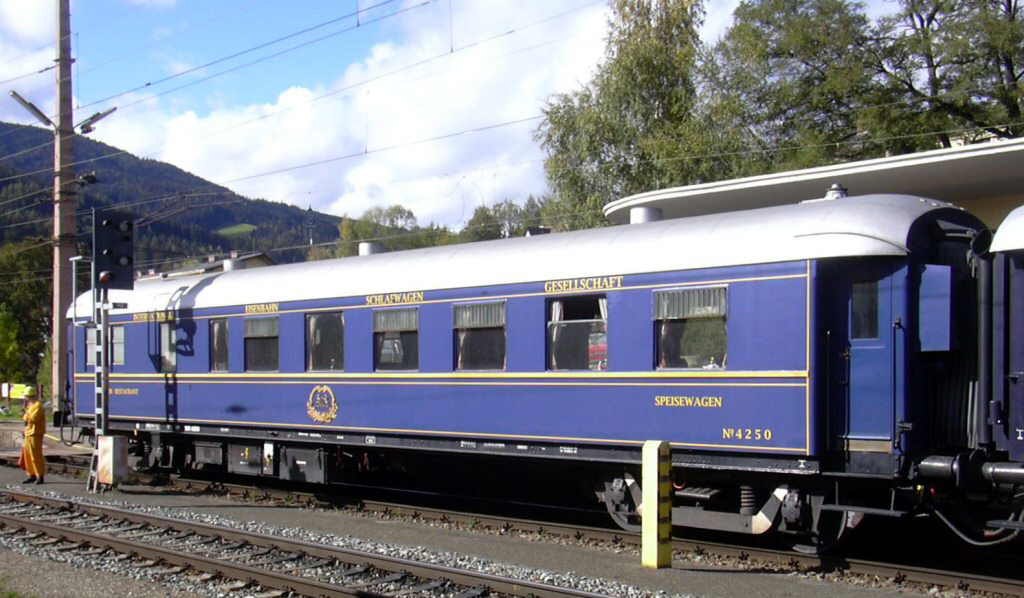
Historický jídelní vůz Wagons-Lits v Rakousku v roce 2003

Během cesty do Spojených států v letech 1867–1868 na 23letého Belgičana Georges Nagelmackers zapůsobily noční vlaky Pullman. Po návratu domů se rozhodl vytvořit síť takových vlaků v Evropě. Předpokládal, že takové vlaky by měly být luxusní a cestovat přes hranice.
V roce 1874 založil Nagelmackers Compagnie Internationale des Wagons-Lits, která se o deset let později stala součástí Des Grands Express Européens. V roce 1886 se jeho společnost stala hlavním přepravcem většiny evropských hlav států. Symbol „WL“ držený dvěma lvy se stal známou obchodní značkou.
Společnost provozovala buď kompletní vlaky vozů Wagon-Lits, nebo jednotlivé spací a jídelní vozy, byly spojeny se službami provozovanými státními železnicemi evropských zemí, kterými projížděly vozy Wagon-Lits. Tyto vozy byly vždy taženy lokomotivami různých státních železnic, neboť „Wagon-Lits“ neprovozovala vlastní flotilu lokomotiv.
Před první světovou válkou měla společnost CIWL monopolní postavení, byla jedinou společností pro potřeby mezinárodních cestujících v železniční dopravě. Společnost představila slavné služby, jako například Orient Express, Nord Express a South Express, a rozšířila se na trhy mimo Evropu se zapojením do Transsibiřské magistrály v Rusku. Vlaky společnosti také dorazily do Mančurie (Čínská východní železnice, Transmunčanský expres), Číny (Peking, Šanghaj a Nanking) a Káhiry. 
V Československu společnost CIWL zajišťovala provoz jídelních a lůžkových vozů v období mezi dvěma válkami a potom krátce po druhé světové válce. Část vozového parku na našem území převzala společnost JLV. A vozy CIWL se na naše území dostávaly i po roce 1950 na spojích ze Západu, např. z Vídně do Prahy.

#### Hotely
V roce 1894 byla založena dceřiná společnost „Compagnie Internationale des Grands Hotels“ a začala provozovat řetězec luxusních hotelů ve velkých městech.

### Konkurence s Mitropou
S počátkem první světové války byly vozy CIWL konfiskovány pro vojenské použití. V Německu a Rakousku-Uhersku byla založena společnost Mitropa, která převzala majetek a služby společnosti CIWL. V roce 1919 komunisté v Rusku vyvlastnili místní vozový park a hotely CIWL.